# Capitaines et Rois
Capitaines et Rois (Captains and the Kings) est une mini-série historique américaine en deux épisodes de 91 minutes et six épisodes de 51 minutes, adaptée par Steven et Elinor Karpf d'après le roman de Taylor Caldwell, et diffusée entre le 30 septembre et le 25 novembre 1976 sur le réseau NBC dans le bloc Best Sellers.
En France, elle a été diffusée à partir du 13 avril 1977 sur Antenne 2, et au Québec à partir du 24 octobre 1979 à la Télévision de Radio-Canada dans Les Best Sellers.

## Synopsis
C'est l'histoire de Joseph Armagh, un pauvre immigrant irlandais venu aux États-Unis au milieu du XIXe siècle et qui, à force de travail, est devenu un des hommes les plus riches du pays.

## Fiche technique
- Titre français : Capitaines et Rois
- Titre original : Captain and the Kings
- Création : Steven Karpf et Elinor Karpf d'après le roman de Taylor Caldwell
- Réalisation : Douglas Heyes et Allen Reisner
- Scénario : Douglas Heyes
- Thème musical : Elmer Bernstein
- Musique : Elmer Bernstein et Dana Kaproff
- Montage : Edwin F. England, Larry Lester, Lawrence J. Vallario et Christopher Nelson
- Photographie : Isidore Mankofsky, Vilis Lapenieks et Ric Waite
- Direction artistique : John W. Corso et Joseph R. Jennings
- Costumes : Roberta Weiner
- Producteur : Jo Swerling Jr.
- Producteur exécutif : Roy Huggins
- Productrice associée : Dorothy J. Bailey
- Production : Roy Huggins-Public Arts Productions - Universal Television
- Distribution : MCA / Universal Home Vidéo
- Pays d'origine :  États-Unis
- Langue : Anglais
- Image : Couleurs
- Durée : 2 x 91 min + 6 x 51 min
- Ratio écran : 1.33:1 plein écran 4:3
- Laboratoire : Technicolor
- Format négatif : 35 mm
- Dates de diffusion : 
  -  États-Unis : 30 septembre 1976 sur NBC
  -  France : 13 avril 1977 sur Antenne 2

## Distribution
- Richard Jordan : Joseph Armagh
- Harvey Jason : Haroun « Harry » Zieff
- Ray Bolger : R. J. Squibbs
- Blair Brown : Elizabeth Healey Hennessey
- John Carradine : Père Hale
- Katherine Crawford : Moira / Mary Armagh
- Patty Duke : Bernadette Hennessey Armargh
- Charles Durning : Ed Healey
- Henry Fonda : Sénateur Enfield Bassett
- Celeste Holm : Sœur Angela
- John Houseman : Juge newell Chisholm
- David Huffman : Sean armagh
- Burl Ives : Old Syrup
- Perry King : Rory Armagh
- Vic Morrow : Tom Hennessey
- Barbara Parkins : Martinique
- Joanna Pettet : Katherine Hennessey
- Jane Seymour : Marjorie Chilsholm Armagh
- Ann Sothern : Mme Finch
- Robert Vaughn : Charles Desmond
- Philip Bourneuf : Père Scanlon